# Sesia (avviso)
Il Sesia (già Etna) è stato un avviso di II ordine a ruote della Regia Marina, già della Real Marina del Regno delle Due Sicilie.

## Storia
Costruito a Glasgow, in Scozia, nel 1830, in origine il bastimento era un piroscafo mercantile da 326 tonnellate ed apparteneva, con il nome di Costantin, ad una compagnia inglese. 

Nel 1851 la nave venne acquistata dalla Società Siciliana di Navigazione Florio, che necessitava di nuove navi causa l'ampliamento del proprio servizio: ribattezzato Etna, il piroscafo venne impiegato per otto anni nei collegamenti tra Napoli e la Sicilia.
Nel 1859 la nave venne noleggiata dalla Real Marina del Regno delle Due Sicilie, che, mantenendone il nome Etna, sottopose la nave a lavori di trasformazione in avviso a ruote, armandola con 4 cannoni da 4 libbre. 

Nel corso degli avvenimenti del 1860, che videro l'impresa dei Mille e la caduta del Regno delle Due Sicilie, l'Etna, insieme agli altri piroscafi della Florio requisiti dal governo borbonico ed armati (Archimede, Diligente ed Elettrico), venne impiegato per la sorveglianza lungo le coste della Sicilia sotto il controllo del luogotenente generale. Fu anche impiegato come rimorchiatore, e per i collegamenti tra Messina e Palermo.

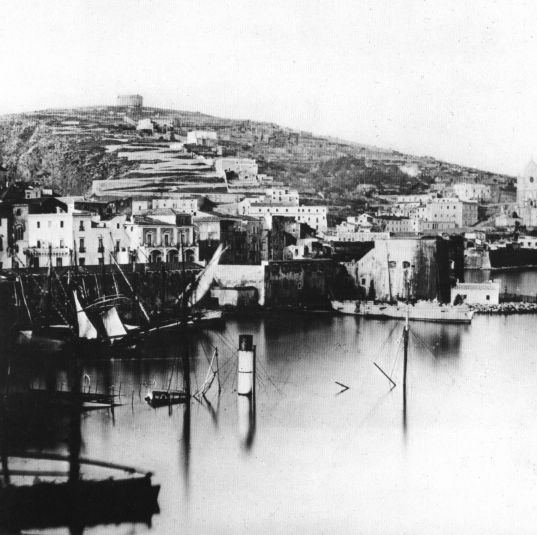
Il relitto dell'Etna nel porto di Gaeta, fotografato nel febbraio del 1861.

Quando, il 6 settembre 1860, il re Francesco II delle Due Sicilie abbandonò Napoli ormai prossima alla caduta per riparare nella piazzaforte di Gaeta, l’Etna fu tra le poche navi borboniche che seguirono il loro sovrano, insieme agli avvisi Delfino e Messaggero ed alla fregata Partenope. Il 19 gennaio 1861 il sottogovernatore militare di Gaeta, brigadiere Marulli, ricevette sull'Etna il generale del Genio dell'Esercito piemontese Luigi Federico Menabrea ed il colonnello Piola-Caselli, capo di stato maggiore delle truppe che stavano assediando la piazzaforte borbonica, recatisi a Gaeta per parlamentare. Il 20 gennaio venne ricevuto a bordo dell'Etna il capo di stato maggiore della squadra navale piemontese, che, entrato nel porto a bordo della pirocorvetta Monzambano, recapitò una lettera del suo comandante, il viceammiraglio Carlo Pellion di Persano, con cui si comunicava l'inizio del blocco navale, ed al quale il brigadiere Marulli rispose accusando ricevuta ed avanzando dubbi sulla legittimità del blocco e dell'aggressione al regno borbonico. 
Il 22 gennaio 1861, nel corso del primo ed intenso bombardamento di Gaeta da parte della flotta sabauda, durante il quale vennero sparati contro la piazzaforte borbonica circa 4 000 colpi dal mare ed altri 14 000 dalle batterie di terra, l'Etna, così come diversi scorridori di dogana, venne centrato da alcuni proiettili sparati dall'artiglieria terrestre ed affondò nel porto di Gaeta, lasciando emergere la parte superiore delle strutture poppiere (tuga e parapetti), gli alberi ed il fumaiolo.
Terminato l'assedio venne effettuato un primo ed infruttuoso tentativo di recuperare l'Etna, con l'impiego della pirofregata Garibaldi. Il 7 luglio 1862, dopo un nuovo tentativo, il relitto dell'avviso venne riportato a galla. Incorporata nella giovane Regia Marina il 27 dicembre 1862, la nave venne sottoposta a lavori di ricostruzione (il dislocamento venne portato a 464 tonnellate) e, armata con due cannoni da 80 mm ed una mitragliera, entrò in servizio il 20 gennaio 1863, con il nuovo nome di Sesia.
Nei primi giorni dell'ottobre 1867, poco prima del tentativo garibaldino di liberazione di Roma poi culminato nella battaglia di Mentana, il Sesia, che insieme ad altre due navi da guerra era stato inviato a Caprera per sorvegliare i movimenti di Giuseppe Garibaldi, avvistò un'imbarcazione che stava trasbordando il condottiero sul piroscafo Toscano, che lo avrebbe trasportato a Livorno, e, avendole intimato di fermarsi senza però che l'ordine fosse eseguito, aprì il fuoco contro la barca, sparando due cannonate, entrambe andate a segno, e procedendo quindi all'arresto di Garibaldi (che venne tuttavia liberato poco tempo dopo, mentre il comandante del Sesia venne messo sotto accusa per la vicenda).

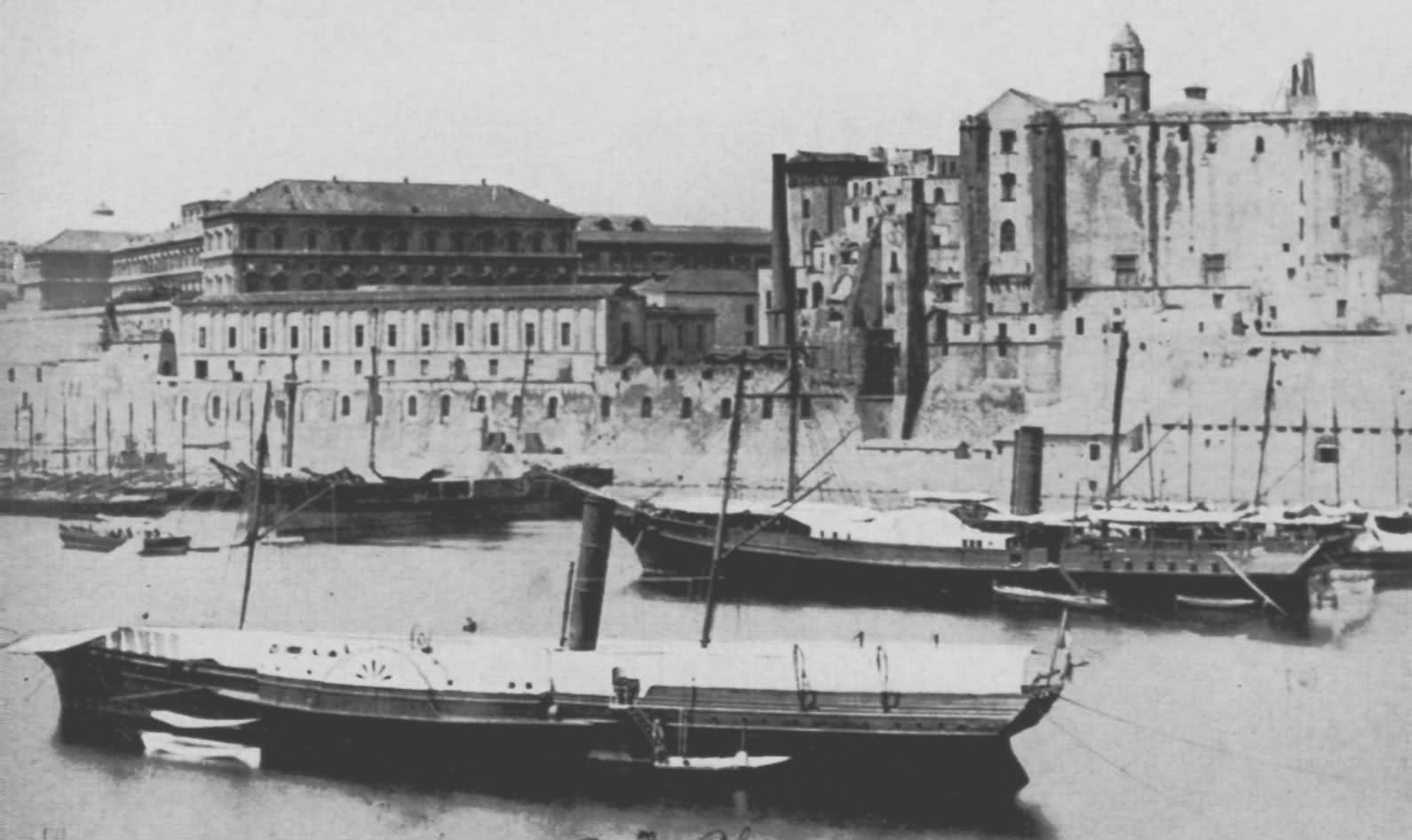
Il Sesia nella sua configurazione originaria.

Dopo aver subito la sostituzione delle caldaie tra il 1864 ed il 1865, la nave ricevette un primo ciclo di lavori di ammodernamento già nel 1869. 
Nel giugno 1874 l'avviso compì rilievi idrografici nel golfo di Taranto, nell'ambito dell'inchiesta sull'incaglio della pirofregata corazzata Venezia, avvenuto poco tempo prima.

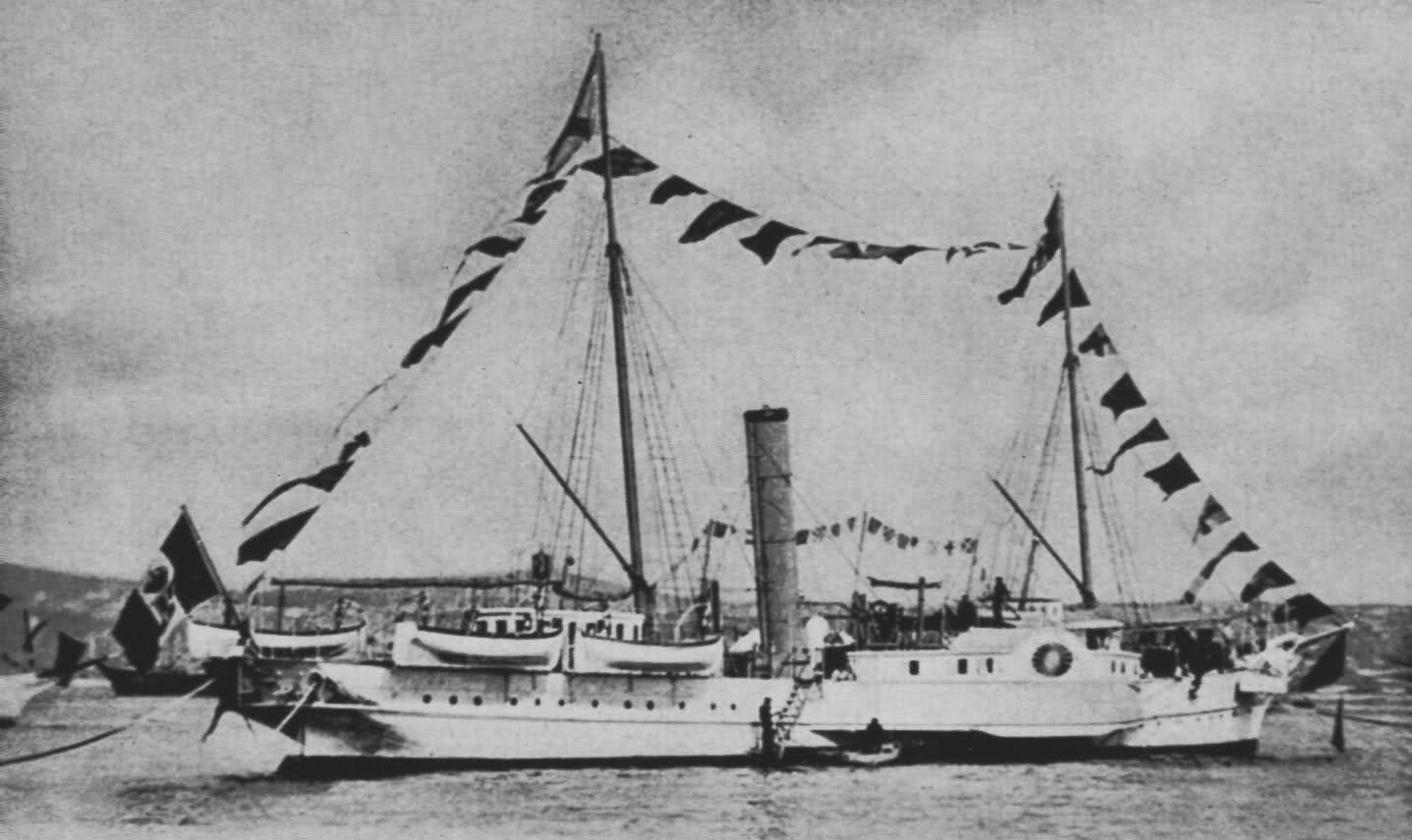
Il Sesia fotografato a Costantinopoli nel 1902.

Nella prima metà del novembre 1876 la nave, che aveva a bordo come ufficiale Tommaso di Savoia, Duca di Genova, svolse prove di tiro con un nuovo cannone nelle acque della Spezia, ma pochi giorni dopo riportò dei danni alla carena e venne posta in disarmo, e l'equipaggio venne trasferito sulla cannoniera Cariddi. 
Riclassificata poi nave sussidiaria di III classe il 1º luglio 1877, tra il 1877 ed il 1879 l'unità venne sottoposta a nuovi lavori di rimodernamento.
Terminati i lavori il Sesia venne inviato come stazionario a Costantinopoli, nel Mar di Marmara e nel Bosforo, dove servì anche come nave ospedale, e successivamente fu utilizzato come nave idrografica. Nel 1890 l'armamento venne ridotto a due cannoni da 75 mm.
Dopo aver lungamente stazionato ad Istanbul per circa un ventennio (vi era ancora nel 1902), il vecchio avviso venne radiato il 15 agosto 1905 e venne venduto per demolizione al prezzo di 28 053 lire.